# Гриффон Кортальса
Гриффо́н Корта́льса (францу́зский жесткошёрстный гриффон, французская жесткошёрстная лега́вая, французский жесткошёрстный по́йнтер) (фр. Griffon d’arrêt à poil dur Korthals) — универсальная охотничья порода собак среднего размера и характерного облика. Выведена в конце XIX века на основе европейских, главным образом французских, гриффонов методом улучшенного подбора. За пределами Франции довольно редка.

## История породы

### Европейские жесткошёрстные легавые
Первые документальные свидетельства о гриффонах датируются 1545 годом. В середине XIX века жесткошёрстные легавые собаки были повсеместно распространены в Европе. Собаки использовались для ружейной охоты и, хотя назывались в разных странах по-разному и были разнотипными, очевидно имели общее происхождение, в целом были похожи друг на друга и не отличались выдающимися способностями к охоте. Выведенный в результате целенаправленной племенной работы гриффон Кортальса в конце XIX века был отличной охотничьей собакой и, по словам Л. П. Сабанеева, «по ладам и полевым качествам самой совершенной брудастой легавой». Порода задумывалась как универсальная охотничья собака, выносливая, равно пригодная для работы в лесах, на болотах и открытых пространствах, способная при любой погоде успешно охотиться на любую дичь, вплоть до пушных зверей и водоплавающих птиц.

### Эдуард Корталь

Эдуард Карл Корталь

Создателем породы является живший в Германии заводчик голландского происхождения Эдуард Корталь (нидерл. Eduard Karel Korthals, 1851—1896). Корталь родился 16 ноября 1851 года в Амстердаме. Его отец, богатый судовладелец и биржевой игрок, владел фермой вблизи Харлема. Для собственного удовольствия Корталь-старший разводил крупный рогатый скот, так что сын уже в юности познакомился с тем, как у животных наследуются внешние и психические признаки, и приобрёл опыт племенной работы. Унаследовав от отца страсть к охоте и охотничьим собакам, сын не перенял способности к зарабатыванию денег и в течение всей жизни нуждался в финансовой поддержке. Он был хорошо образован, прекрасно владел немецким, английским и французским языками, так что позднее мог писать статьи для многих европейских журналов.
Целенаправленным разведением гриффонов Корталь занялся в 1872 году, тогда была начата его племенная книга, которая сейчас хранится в голландском породном клубе. В середине 1870-х, возможно, на выставке собак в Амстердаме или Гааге, он познакомился с немецким князем Альбрехтом Сольмс-Браунфельсским (1841—1901), известным заводчиком легавых собак. Князь пригласил Корталя в свой питомник в Браунфельсе, чтобы тот наладил в нём племенную работу и натаскал собак для ружейной охоты. Переезжая в Германию, Корталь взял с собой нескольких своих собак. В 1879 году Корталь перебрался в Силезию, а в 1881 году в Бибесхайм, где имелись обширные охотничьи угодья князя Сольмс-Браунфельсского. Князь взял на себя содержание дома, в котором жил Корталь, а также существенную часть расходов на разведение собак, и Корталь получил возможность без помех заняться выведением идеального гриффона. В ходе кропотливой работы на основе инбридинга, линейного разведения и придирчивого отбора ему удалось получить четыре поколения однотипных собак. За годы работы Корталь получил более шестисот щенков, из которых лишь 62 он счёл достойными для включения в племенную книгу. В 1886 году он объявил о создании породы со стабильно наследуемыми признаками и отличными рабочими качествами.
Эдуард Корталь умер в Бибесхайме 4 июля 1896 года, в возрасте сорока четырёх лет, от рака гортани. После его смерти работу с породой продолжили его друзья в Швейцарии, Франции и Голландии.

### Происхождение
Согласно записям в племенной книге Корталя, «прародителями» новой породы стали восемь собак — четыре кобеля и четыре суки, приобретённые у охотников и лесников во Франции, Бельгии и Германии. Один из кобелей считался барбетом, остальные собаки были разного роста, окраса и типа шерсти, никто из них не имел документов о происхождении. Современный стандарт породы, основываясь на утверждениях заводчика, сообщает, что поголовье, стабильно передающее по наследству внешние признаки и отличные рабочие качества, получено исключительно посредством инбридинга и отбора, без прилития крови зарубежных пород. Л. П. Сабанеев отмечал, что, «по мнению большинства», порода происходит от французских и бельгийских гриффонов, но с участием крови пойнтера и немецкой легавой. Специалисты полагают, что помимо настоящих гриффонов среди предков гриффонов Кортальса были сеттеры, спаниели, оттерхунды, спиноне.

### Признание
В 1887 году был утверждён первый стандарт породы, который по существовавшему тогда порядку подписали шестнадцать заводчиков, одним из которых был Альбрехт Сольмс-Браунфельсский. В 1888 году в Майнце учреждён Гриффон-клуб, объединивший европейских заводчиков и владельцев жесткошёрстных гриффонов. Клуб занялся организацией полевых испытаний и принял на себя ведение официальной родословной книги. Первым чистопородным жесткошёрстным гриффоном признали собаку, в чьей родословной значились все восемь «прародителей».
Признание породы собак, выведенной в Германии выходцем из Голландии и получившей от создателя французское название «жесткошёрстный гриффон», осложнилось антифранцузскими настроениями в Германии после франко-прусской войны. В то время как Корталь считал свою породу улучшенным вариантом общеевропейской жесткошёрстной легавой, немецкие собаководы были заинтересованы в создании национальной породы охотничьих собак. Оппонентом Гриффон-клуба стал созданный в 1892 году Немецкий штихельхаар-клуб, но, как отмечено в голландской книге «Hondenrassen» (1914), грань между немецкой иглошёрстной легавой и гриффоном Корталя была очень тонкой.
Название «гриффон Кортальса» присвоено породе в Нидерландах в 1951 году. Международная кинологическая федерация признала её в 1954 году, указав в качестве страны происхождения Францию. Порода популярна во Франции, где ежегодно рождается около 1,4 тысячи щенков.

## Внешний вид

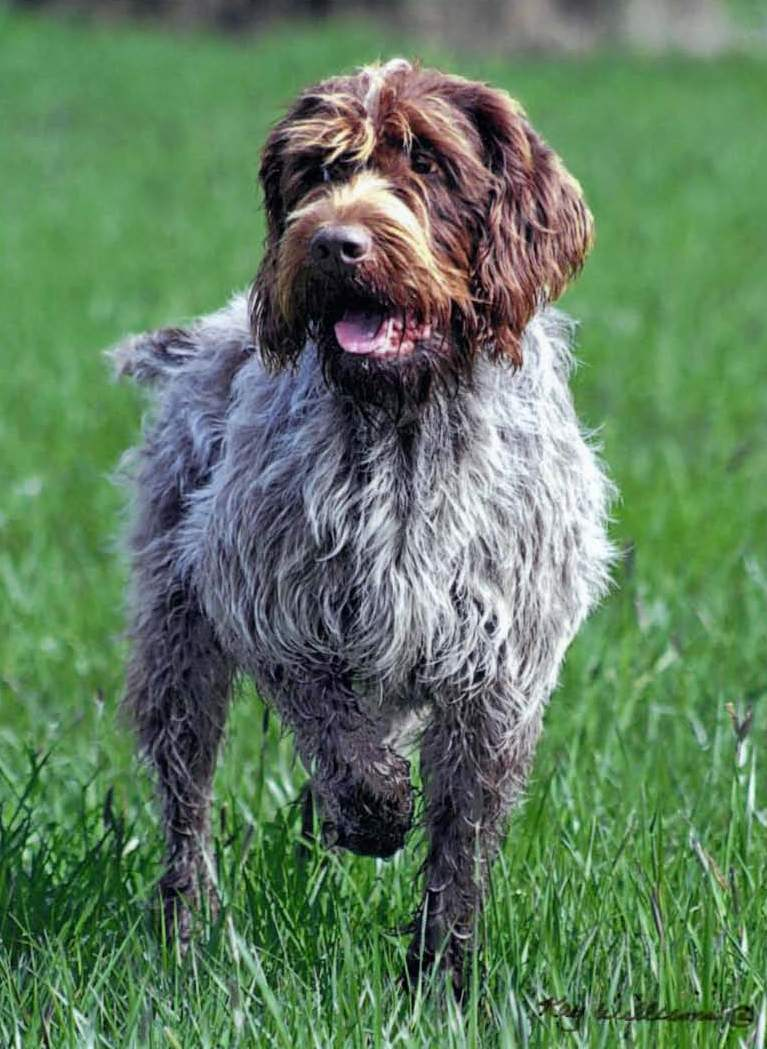

Собака среднего размера, грубоватого «деревенского» вида, сильная, крепкого сложения, с крепким, но лёгким костяком. Сильно развитые усы, борода и брови придают характерное выражение решительности и уверенности в себе. Голова большая, но череп не слишком широкий, морда длинная, прямоугольных очертаний. Янтарно-жёлтые или светло-коричневые округлые глаза посажены довольно глубоко, но всегда видны из-под бровей. Мочка носа всегда коричневая. Уши некрупные, плоские, посажены на одной линии с глазами, покрыты смесью коротких и удлинённых волос. Корпус удлинённый, грудь глубокая, но не широкая. Ноги прямые, сильные, с крепкой округлой лапой. Лопатки длинные и хорошо наклонены. Хвост довольно толстый, собака несёт его почти горизонтально, чуть приподнимая кончик. Традиционно хвост купируют на половину или треть длины. Движения грациозные, кошачьи.
Шерсть жёсткая и обильная, на ощупь напоминает щетину кабана. Жёсткий наружный волос и мягкий плотный подшёрсток обеспечивают отличную защиту от холода и намокания. Борода и усы не должны быть слишком длинными. Шерсть на ногах и хвосте густая, но без очёсов. Предпочтительный окрас серо-стальной с коричневыми пятнами, допускаются коричнево-чалый, коричнево-белый и сочетания этих окрасок.

## Темперамент
Гриффоны Кортальса обладают спокойным и гордым нравом. Преданы своему хозяину, территориальное поведение также развито сильно, могут быть хорошими сторожами. Лояльны к другим собакам и домашним животным. Дружелюбны, работают с удовольствием, но без должного обучения и руководства могут стать трудноуправляемыми. Собаки активные, игривые и голосистые, им требуется терпеливое, вдумчивое и последовательное воспитание, особенно в юном возрасте. Обращаться с собакой нужно вежливо, но твёрдо, тренировки должны быть регулярными и настойчивыми. Собаки созревают поздно, понятливы и легко усваивают дрессировку, но несколько упрямы. Эта собака не подойдёт неопытному владельцу.

## Использование
Гриффоны Кортальса принадлежат к числу наиболее универсальных охотничьих собак. Они отлично приспособлены к работе в зарослях, на болоте и пересечённой местности, годятся как для пешей ружейной охоты, так и для конной охоты с ловчей птицей. Как все легавые собаки, по птице делают стойку. Благодаря хорошему обонянию эффективно работают по кровяному следу, могут охотиться и на крупную дичь. Отлично плавают и могут доставать птицу из воды даже в морозную погоду. По словам Л. П. Сабанеева, обладают отличным чутьём и быстрым, но сдержанным поиском. По отзыву охотника, гриффоны Кортальса не уступают в добычливости по птице курцхаару и ирландскому сеттеру, но намного превосходят их в выносливости и способны неторопливо, но методично работать по многу часов день за днём.

## Содержание и уход
Гриффоны Кортальса не приспособлены для обитания в вольере, не переносят длительного бездействия и одиночества и должны жить в доме с семьёй владельца. В то же время им необходимы ежедневные физические и умственные нагрузки, достаточное пространство для бега. Уход необременителен: собаке нужны регулярные вычёсывания и обычные меры гигиены.